# Cinema La Rambla
El Cinema La Rambla és una antiga sala de cinema a la rambla d'Ègara del barri del Centre (Terrassa). L'edifici està protegit com a bé cultural d'interès local. El cinema va ser inaugurat el dia 11 d'abril del 1935. En els anys vuitanta se n'inicià la restauració i va deixar de funcionar el 2 de novembre del 2000. Actualment allotja una botiga de la marca Zara.
És un edifici entre mitgeres, de grans dimensions, de planta baixa i pis. La façana té una composició simètrica, concebuda horitzontalment i plana, seguint un llenguatge racionalista. La planta baixa té un vestíbul d'accés central flanquejat per dos locals comercials que l'han modificada. A la planta pis hi ha obertures d'esquemes horitzontals, horitzontalitat que s'accentua per les sanefes de ventilació del terrat i per la cornisa que remata l'edifici.

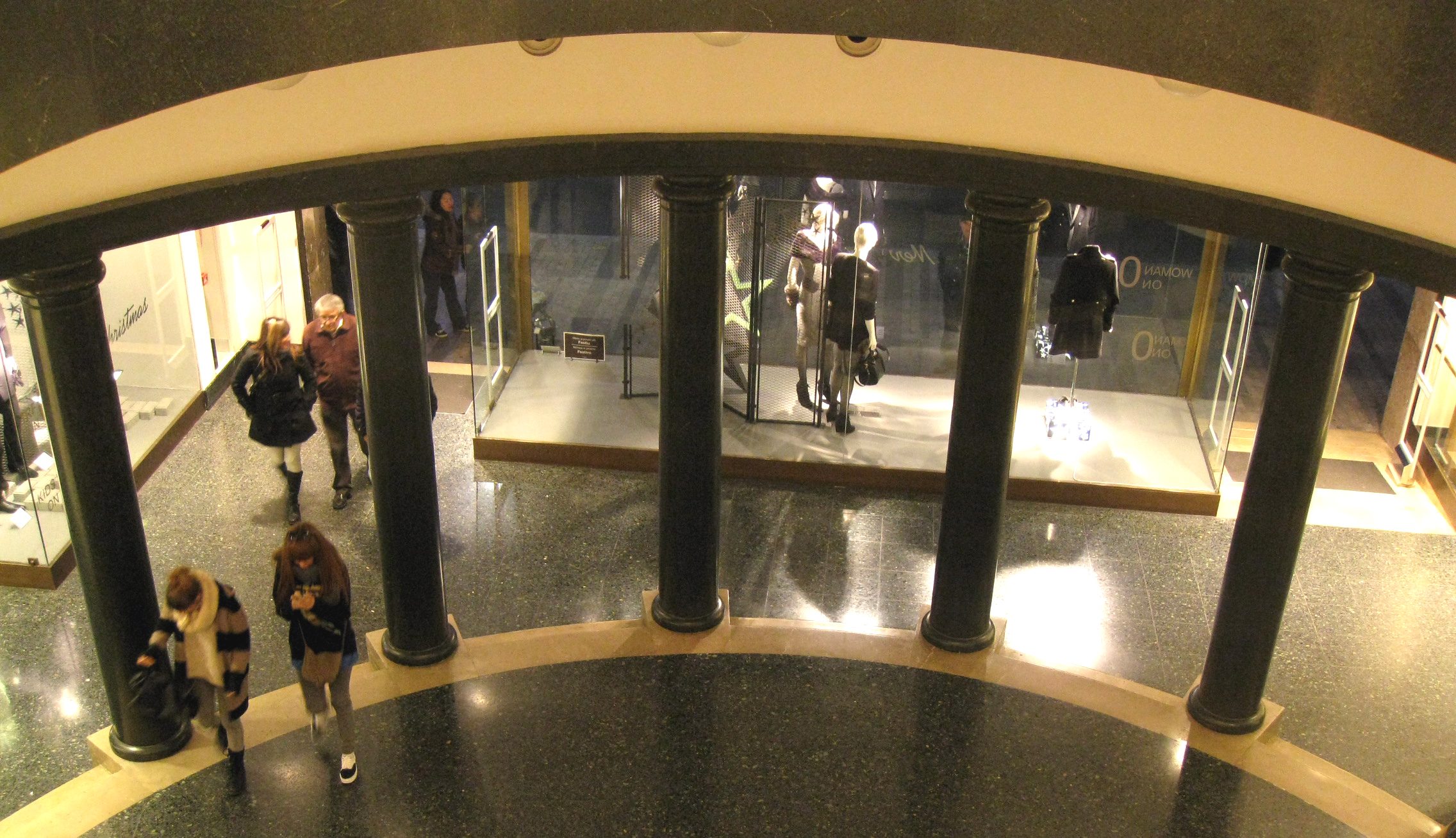
Detall de les columnes del vestíbul

El tractament de la façana és amb aplacat de marbre a la planta, i arrebossats i motllurats de ciment al pis. Al vestíbul es conserva l'estructura original a doble alçada, amb galeria superior d'accés a l'amfiteatre, lluerna central i atri de sis columnes a nivell de planta i disposades en semicercle que dona al conjunt una gran riquesa espacial.